# Thomas Azier
Thomas Azier (Leiderdorp, 14 augustus 1987) is een Nederlands muzikant.

## Levensloop
Azier werd geboren in Leiderdorp, maar groeide op in het Friese dorp Nijeberkoop. In 2005 ging hij studeren aan de Academie voor Popcultuur in Leeuwarden. Op zijn negentiende verhuisde hij naar Berlijn om te experimenteren met muziek. In 2012 won hij de Friesland Pop Talent Award en speelde hij op Noorderslag. In 2013 bracht hij twee ep's uit, te weten Hylas 001 en Hylas 002. Ook eindigde hij als tweede in de talentenpoll van de Volkskrant.

### Debuutalbum Hylas
In 2014 stond hij voor de tweede keer op Noorderslag en op 2 februari werd hij 3FM Serious Talent. Aziers debuutalbum Hylas kwam uit in maart 2014 onder het label Hylas Records en Mercury Records. Het album werd Album van de Week bij 3VOOR12 en de single Red Eyes werd Single van de Week bij iTunes. In januari 2019 werd aan hem op Noorderslag het Cultuurfonds Pop Stipendium toegekend. De prijs van 10.000 euro van het Prins Bernhard Cultuurfonds is bedoeld als stimulans om zich verder te ontwikkelen.
Verder schreef en speelde Azier mee in enkele nummers van het album Racine carrée van de Belgische zanger Stromae en verzorgde hij als soloartiest de voorprogramma's tijdens diens tournee en tournees van Woodkid.

### Rouge, Stray en Raven On The First Floor
In mei 2017 bracht Thomas zijn tweede studioalbum Rouge uit. Voorafgaand aan het album verscheen eind 2016 de single Talk to Me, die veel te horen was op de Nederlandse radio. Begin 2017 kwam Gold op single uit. 
De muziek op zijn album Stray (2018) werd volledig onderweg gecomponeerd en geproduceerd, een reis die hem van Kyoto naar Abidjan, Parijs, New York, Berlijn en terug naar Nederland bracht. De spanning van constant reizen resulteerde in het feit dat het hele album werd opgenomen en op zijn laptop werd gemaakt met een USB-microfoon in verschillende hotels en op korte termijn huurappartementen. Stray werd onafhankelijk uitgebracht op Thomas' label Hylas Records. Vertigo werd uitgebracht als single. De songs Echoes, White Horses en Hymn werden live favorieten. 
In 2019 produceerde Thomas twee singles van Anouk, waaraan hij tevens meeschreef: It's A New Day en Million Dollar.  
In datzelfde jaar bracht hij zelf de EP Raven On The First Floor uit, met onder andere de singles Map Of Your Loneliness en Strangling Song. Op de EP werkte Thomas voor het eerst samen met de Duitse multi-instrumentalist Obi Blanch.

### Love, Disorderly, A Collection Of Broken Ideas & The Inventory Of Our Desire
Het album Love, Disorderly, verscheen in juni 2020 op Hylas Records. Voorafgegaan door de singles en korte films Love, Disorderly, Entertainment en Hold On Tight. Ook stond op het album een versie van Freed From Desire, een hit van Gala uit 1997. 
In 2021 - tijdens de pandemic - verscheen het meditatieve A Collection Of Broken Ideas, een meer 40 minuten durend, grotendeels instrumentaal stuk, opgedeeld in Side A en Side B. Over het stuk schreef Thomas op zijn Facebook-pagina: "Recorded at my home studio over the past year, these compositions kept me company when making music with others was impossible. I searched for space in my music and these ideas gave me hope. Now I hope it can do the same for you".
Tijdens zijn clubtour in oktober 2022 kondigde Azier een nieuw - in februari 2023 te verschijnen - album aan. Voorafgegaan door onder andere de singles Faces, Pelechian en What Does It Mean To Be Free.
The Inventory Of Our Desire verscheen op 10 februari, samen met de single Invisible.
In maart 2023 speelde Azier samen met het Noordpoolorkest muziek van zijn albums Love, Disorderly en The Inventory Of Our Desire op het Grasnapolsky Festival, waaronder Only The Ocean, What Does It Mean To Be Free en Faces. 

## Zonder Titel (EP), The Equalizer 3 & Live Recording (EP)
Op 19 mei verscheen de instrumentale EP Zonder Titel met de stukken Cy's Dance, Anna Goes To London en Permuto.
Azier's song Love, Disorderly uit 2020 werd gebruikt in de film The Equalizer 3, geregisseerd door Antoine Fuqua en met in de hoofdrol Denzel Washington. Eveneens componeerde hij het stuk Nine Seconds voor de film.
Op 6 oktober - voorafgaand aan een tour met het orkest - werd de zeven nummers tellende EP Live Recording digitaal uitgebracht, met nummers van The Inventory Of Our Desire en de track Love, Disorderly. Live uitgevoerd door Azier met het Noordpool Orkest.